# Wicked (videogioco)
Wicked è un videogioco sparatutto con componenti strategiche pubblicato nel 1989 per Amiga, Atari ST e Commodore 64 dalla Electric Dreams Software. Rappresenta una surreale lotta tra il bene e il male, dove il giocatore controlla un piccolo sole fiammeggiante e deve favorire la crescita sullo schermo delle aree ricoperte dal proprio colore.

## Modalità di gioco
Si inizia selezionando una delle 12 costellazioni dello zodiaco, muovendo un puntatore a pugnale sui loro simboli, raffigurati attorno a un occhio animato e sanguinante. Si accede quindi a una mappa della costellazione, con tre stelle evidenziate da selezionare, che rappresentano i tre livelli da superare per purificare dal male la costellazione attuale. Inizialmente solo le tre costellazioni più facili sono accessibili, le altre si sbloccano man mano che si completano le precedenti, e l'obiettivo finale è completare la più difficile, il Sagittario.
In ogni livello si controlla un sole fiammeggiante a otto raggi, che può muoversi e sparare in tutte le direzioni, su una schermata statica bidimensionale con sfondo nero.
Sparsi per lo schermo si trovano i "portali" appartenenti alle forze del bene (del giocatore) o del male (avversarie), ovvero punti che generano continuamente attorno a sé la "crescita", aree ricoperte da globuli sempre più numerosi e grandi, gialli se buoni e azzurri se nemici. Le crescite si espandono autonomamente e competono quando incontrano crescite avversarie. La forma dei globuli varia a seconda del livello ed è legata al grado di casualità o intelligenza dell'espansione nemica. Il giocatore può sparare ai globuli nemici per indebolirli, facendoli diventare rossi, e permettere alle proprie crescite vicine di sopraffarli. Se la crescita riesce a ricoprire un portale avversario lo elimina. Per vincere in un livello si devono eliminare tutti i portali del male, o al contrario si fallisce se vengono eliminati tutti i propri.
Al centro dello schermo appaiono sempre il sole con volto personificato oppure la "Bestia",  una specie di luna con faccia mostruosa e malefica, che è raffigurata anche sulla copertina del videogioco. I due si alternano periodicamente, rappresentando il giorno, favorevole al bene, e la notte, favorevole al male.
In ogni livello è presente un "guardiano", un grosso mostro avversario che fluttua sull'area di gioco e si deve cercare di evitare. A seconda del livello ci sono 7 tipi di guardiani, diversi nell'aspetto e nel comportamento. Frequentemente il guardiano emette altri nemici minori, da evitare o distruggere sparando. Soltanto di giorno il guardiano è vulnerabile e si può eliminare sparandogli più volte, ma solo temporaneamente, poi ricompare. C'è un indicatore scorrevole unico per l'energia vitale del giocatore e del guardiano, se scende una sale l'altra. Oltre che per l'eliminazione dei propri portali, si può perdere una vita per esaurimento della propria energia o del tempo limite del livello. Le vite sono indicate da iconcine di soli accesi o spenti ai quattro angoli dello schermo.
Ogni tanto possono comparire le "spore" vicino ai portali, piccoli elementi lampeggianti, quelle buone di giorno e quelle nemiche di notte. Le spore buone si possono raccogliere una alla volta e depositare ovunque sulla crescita buona per generare un nuovo portale del bene; il posizionamento dei nuovi portali è molto importante nella strategia di gioco. Le spore nemiche possono anch'esse andare a formare nuovi portali del male, se il giocatore non le elimina in tempo, sparando o passandoci sopra.
Una volta al giorno e una volta a notte, sopra il sole o la Bestia compare brevemente una carta dei tarocchi. Se il giocatore la tocca in tempo riceve, a seconda della carta raffigurata, un bonus (scudo protettivo, sparo multidirezionale, recupero vita...) oppure un malus.
Nelle versioni Amiga e Atari ST c'è anche un'opzione a inizio partita per giocare normalmente oppure in modo più orientato all'azione o più alla tattica.

## Accoglienza
Tutte le versioni di Wicked ricevettero perlopiù buoni giudizi dalla critica, che spesso ne notò l'originalità e l'atmosfera. La conversione per il meno potente Commodore 64, uscita per ultima, fu ritenuta all'altezza delle precedenti.